# Каменоломня Пютерлакс

Каменоломня Пютерлакс

Каменоломня Пютерлакс — давня каменоломня поблизу Виборга. Незважаючи на суворий клімат (морози, вологість повітря, сильні вітри), ламання каменю в Пютерлаксі, а також на Тивдійських і Рускольських мармурових ломках (Карелія) протягом першої половини XIX ст. безперервно забезпечували російську столицю високоякісними гранітами й мармурами. На Тивдійських ломках видобувався світло- і темно-червоний мармур, а на Рускольських — світло-сірий із синюватими прожилками. Саме цим каменям зобов'язані красою й довговічністю храми, палаци, набережні.
Широко знаними стали кар'єри Пютерлаксу, завдяки вирубці й обробці тут гранітних колон Ісаакіївського собору.

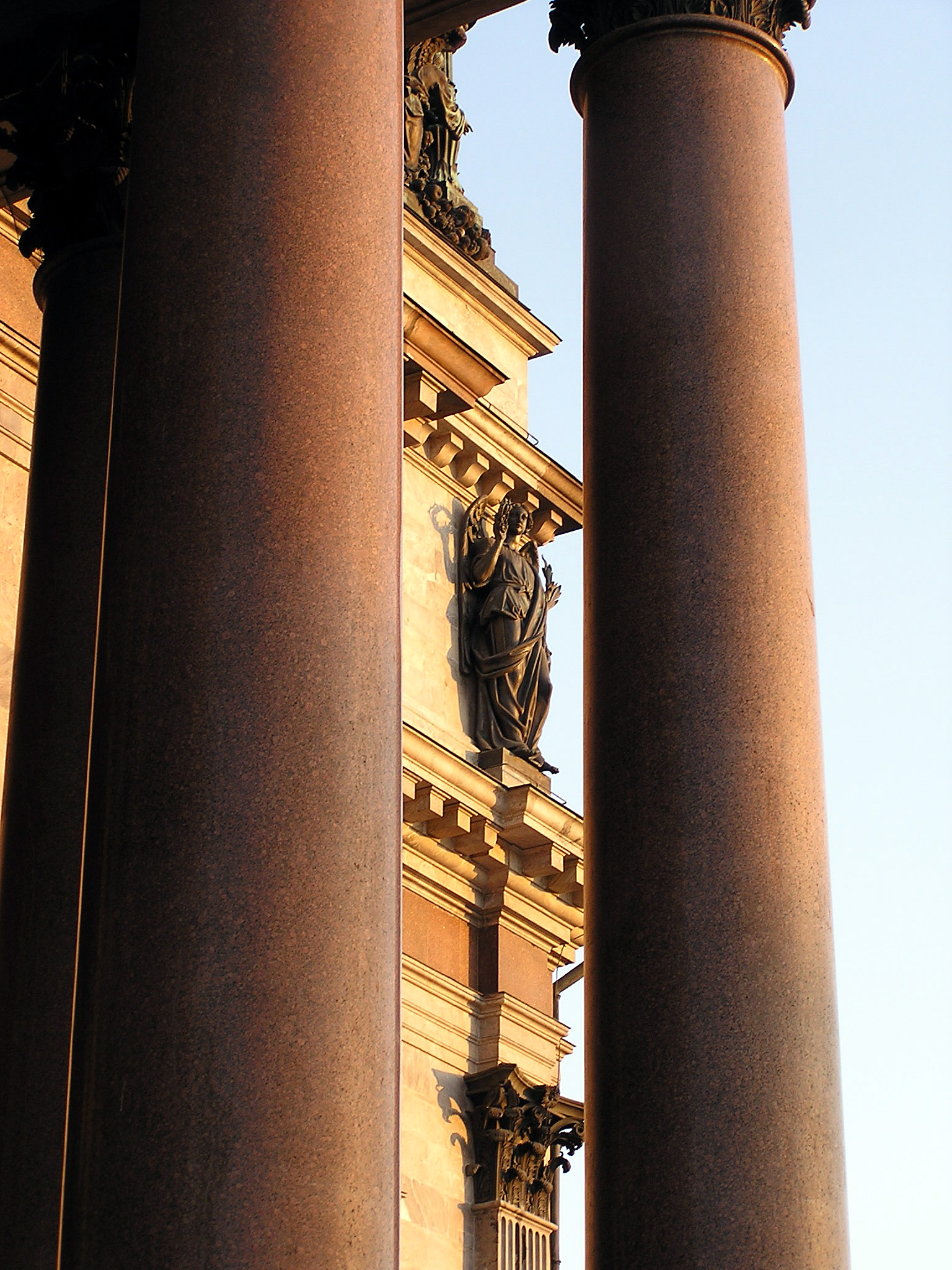
Гранітні колони Ісаакіївського собору з каменоломні Пютерлакс.

Архітектор О. Монферран, відвідавши каменоломні, зауважив у своєму щоденнику: «Подив, який ми відчували бачачи гранітні скелі, був, звісно, великий, але він змінився щирим захопленням, коли пізніше ми оглядали в першому кар'єрі сім ще не оброблених колон… Видобуток гранітів, праця в усіх інших місцях не зовсім звичайна, зустрічається в Росії дуже часто і на ній тут вельми добре розуміються».